# Master of Business Administration
Ne doit pas être confondu avec Master of Business Administration (France).
Le Master of Business Administration (MBA) est un diplôme d'études supérieures dans le domaine du marketing, finances, ressources humaines et management.
Un diplôme en France porte le même nom. Toutefois, il s'inscrit dans un format totalement différent et ne doit pas être confondu avec cet homologue anglo-saxon.
Ce grade universitaire est obtenu en un à deux ans après l’obtention d’un premier grade.
Le MBA a été créé aux États-Unis dans les écoles d'administration sous l'intitulé anglais de master's degree in business administration, devenu Master of business administration, en abrégé MBA. En raison de l'influence du système américain des business schools et de l'hégémonie mondiale du MBA par les grandes entreprises anglo-saxonnes, l'intitulé en langue anglaise du MBA est devenu presque universel dans des pays non anglophones.

## Étymologie
En France, la volonté de franciser le MBA se heurte à la confusion existant entre les termes maîtrise, mastère, master, MBA spécialisé, etc. ; il est ainsi devenu difficile de traduire MBA en français sans provoquer des incompréhensions, surtout que le principe du diplôme recrutant uniquement des personnes ayant plusieurs années d'expérience professionnelle n'existe pas dans le système français.

## Histoire
Le MBA provient des États-Unis, plus précisément de l'Université Harvard, qui inventa ce diplôme en 1908. Longtemps cantonné aux universités américaines, il s'est diffusé à partir des années 1950. Ainsi, il est apparu au Canada en 1951, puis au Pakistan en 1955, puis en Europe, en 1956 à l'IAE de Paris et en 1957 à l'Institut européen d'administration des affaires (INSEAD) à Fontainebleau, en France. Le MBA est maintenant adopté par des universités et écoles d'administration du monde entier. En Europe, les programmes de type MBA sont apparus durant les années 1960, généralement créés avec l'aide de business schools américaines. Ces programmes sont élitistes et peu connus et touchent des personnes sensibilisées aux méthodes anglo-saxonnes. Puis une seconde vague de développement des MBA en Europe s'est produite à partir des années 1990. On a vu apparaître de nombreux programmes avec l'appellation MBA. La caractéristique des MBA européens est leur durée, qui est généralement de 1 an alors que les programmes américains durent généralement 2 ans. De plus, ils tendent à attirer des étudiants plus âgés (autour de 30 ans en moyenne) que leurs homologues américains. Cela s'explique surtout par le fait que l'entrée dans la vie active est plus tardive en Europe qu'aux USA.
En Europe, on peut citer l'université de Londres (London Business School), l'Université de Saint-Gall, puis l'IMD à Lausanne, de Manchester pour l'Angleterre. En France, de nombreux programmes de type MBA se sont créés au sein des grandes écoles de commerce et des universités françaises depuis le début des années 1990. Mais ce type de formation est encore peu connu et se heurte aux programmes traditionnels de ces établissements.
Le MBA s'est aussi diffusé en Amérique latine, en Asie, en Inde et en Afrique. Parmi les plus renommés, il y a notamment le MBA de la Hong Kong University of Science and Technology, de la China Europe International Business School, de l'Indian School of Business.
À l'origine, aux États-Unis, le MBA était décerné après deux années d'études à temps plein, fondées sur la méthode des cas (issus de l'entreprise) et sur le travail des étudiants en groupe. Ultérieurement, et surtout en Europe, la durée des études a été réduite à une année, les études ont été organisées à temps partiel, ou pour cadres d'entreprises, puis à distance (formation en ligne).

## Par pays

### Canada
Au Canada, le Master in Business Administration est dispensé pour ceux qui souhaitent atteindre de nouveaux échelons dans leur carrière de développer les compétences adéquates.
Au Québec, le sigle MBA est utilisé par des universités francophones en combinaison avec le titre français Maîtrise en administration des affaires,,,.
Les frais varient et peuvent atteindre 8 400 dollars pour le parcours classique à l’exception du programme de l’Université McGill dont le coût dépasse les 40 000 dollars par an.

### États-Unis
Aujourd'hui, la plupart des universités américaines ont un programme de type MBA. Même s'il est parfois difficile de connaître la valeur de ce diplôme, cette généralisation est sans nul doute la marque de son succès auprès des étudiants et des entreprises qui les recrutent. Dans le contexte de la crise économique de 2008-2009, le MBA a été critiqué (absence d'éthique dans son cursus, accent mis sur la rentabilité). Mais les entreprises qui employaient un grand nombre de MBA (et notamment les banques) n'ont pas connu de difficultés supérieures aux autres. Au contraire, il semble qu'elles aient connu moins de difficultés économiques que les entreprises ayant peu ou pas de MBA dans leur personnel.
Les admissions sont généralement en deux étapes. Tout d'abord, le candidat doit remplir un dossier basé sur un test de connaissances générales, parfois un test d'aptitude en anglais (Toeic, Toefl ou IELTS), sur l'expérience professionnelle, les relevés de notes et des lettres de recommandation.
Le GMAT est le test de connaissances générales le plus largement reconnu. Depuis 2009, les universités américaines utilisent aussi le Graduate Record Examination dans leur processus de recrutement MBA. Les programmes français lui acceptent souvent le TAGE-MAGE aussi.
À l'issue d'une sélection sur dossier, le candidat passe un entretien avec un membre du comité d'admission. C'est cet entretien qui détermine l'admission définitive. Les programmes américains se caractérisent par une prépondérance des élèves originaires d'Amérique du Nord. Selon les écoles, environ 40 % à 25 % des étudiants ne sont pas américains. Il faut toutefois être prudent avec ces chiffres. En effet, beaucoup ont une double nationalité et/ou étudié dans une université américaine. La proportion des « vrais » étudiants étrangers dans ces programmes est plus faible. De plus, la moyenne d'âge est généralement de l'ordre de 27-28 ans avec une expérience professionnelle préalable de 5 années environ.
Parmi les universités américaines les plus renommées et qui dispensent un MBA de haut niveau, il y a :
| Harvard Business School            | Columbia Business School       | Tuck School of Business   | Ross School of Business              | Berkeley Haas School of Business |
| UCLA Anderson School of Management | MIT Sloan School of Management | Darden School of Business | Université Stanford                  | Wharton School                   |
| Chicago Booth School of Business   | Duke Fuqua School of Business  | Université Yale           | Cornell Johnson School of Management | Kellogg School of Management     |

### Royaume-Uni
La méthode d'enseignement est « socratique » à base d'études de cas et reposant sur la forte participation des élèves qui font profiter de leur expérience pour lier la théorie et la pratique. Généralement, avant le cours, les élèves doivent lire un cas mettant en scène un manageur qui doit prendre une décision ou proposer une solution à un problème. Ils doivent se mettre à la place de ce manageur et développer leur solution. En cours, les élèves partagent leurs points de vue qu'ils nourrissent généralement de leur expérience professionnelle. Le professeur guide les prises de parole et amène les concepts en les liant avec le cas (cf. notes: exemple de cours à la Darden School of Business). Ainsi, l'enseignement est immédiatement mis en perspective avec la pratique des affaires.
Le MBA propose toute une panoplie de sujets, comme l'économie, l'organisation, le marketing, la comptabilité, la finance, le management stratégique, le business international, le management des technologies de l'information, les ressources humaines, et les stratégies politiques.
Dans le modèle traditionnel américain, les étudiants travaillent sur un large éventail de cours la première année, puis entament une spécialisation lors de la seconde. La spécialisation s'opère par le biais d'électifs qui sont généralement choisis « à la carte » par l'étudiant qui souhaite approfondir un domaine particulier (ex: le marché des options pour la finance ou les politiques de prix pour le marketing). Au Royaume-Uni est apparu un format d'enseignement plus concentré durant entre 9 et 16 mois. L'objectif essentiel étant de minimiser le temps passé par des cadres de haut niveau en dehors de l'entreprise. Dans ce cas, la formation est similaire au programme en 2 ans sans toutefois l'apport d'un stage entre la première et la deuxième année. En seconde année, les MBA non spécialisés permettent à leurs élèves de se concentrer sur certains domaines par le biais d'électifs ce qui permet de personnaliser son apprentissage en fonction de ses objectifs professionnels.
Les meilleurs MBA européens sont, sur le plan de la qualité, comparables aux meilleurs programmes américains. En 2016, le journal Financial Times classe au premier rang mondial le MBA de l'INSEAD devant l'université d'Harvard, la London Business School.
Selon le journal The Economist, les MBA européens les plus renommés en 2016 sont :
| Rang (2016) | École                                |
| 1           | IAE Aix-en-Provence                  |
| 2           | IESE Business School                 |
| 3           | IMD                                  |
| 4           | HEC Paris                            |
| 5           | INSEAD                               |
| 6           | EM Lyon Business School              |
| 7           | EDHEC Business School                |
| 8           | IE - Instituto de Empresa            |
| 9           | London Business School               |
| 10          | Dresden Institute of Technology (en) |
| 11          | Imperial College Business School     |
| 12          | Cambridge Judge Business School      |

## Reconnaissance et accréditation
La qualité d'un MBA s'évalue tout d'abord en fonction des accréditations auprès d'institutions internationales :
- AACSB : Association to Advance Collegiate Schools of Business (États-Unis)
- ACBSP (États-Unis)
- IACBE (US)
- AMBA (Angleterre)
- MBA ACCREDITATION[réf. nécessaire]
- EQUIS (Européenne)

Les classements annuels établis par certains journaux ou magazines sont aussi un bon moyen de connaître la valeur d'un programme. Les classements les plus largement reconnus au niveau mondial sont ceux du Financial Times, de Business Week et de US News.
D'autres classements sont intéressants à consulter comme celui de The Economist, de la Princeton Review, du Wall Street Journal et du magazine Forbes.

## Executive MBA
L’executive MBA (EMBA) a été au départ créé pour les seniors par l'Université de Chicago en 1943. Ces programmes, destinés à des cadres supérieurs et à des dirigeants, demandent une expérience significative en management et business. Les programmes d'executive MBA s'adressent ainsi à des professionnels ayant un minimum de 8 ans d'expérience. En Europe, l'expérience moyenne des participants aux programmes les plus prestigieux (London Business School, ESCP Europe, IMD - Lausanne, HEC Paris) avoisine les 15 ans.
Les cours d'executive MBA se déroulent en temps partagés sur une durée variant généralement entre 16 et 24 mois. Souvent organisés en partenariat avec d'autres institutions internationales. Les programmes proposent fréquemment des séminaires à l'étranger. Certaines institutions offrent même un double diplôme permettant notamment l'accès aux associations d'anciens des deux universités. En quelques années, le succès des formations executives n'ont cessé de gagner du terrain sur le créneau de la formation professionnelle en management.
Le MBA en gestion de projet (MGP) est un diplôme canadien executive master de deuxième cycle, spécialisé dans la gestion de projets et pouvant être reconnu par le Project Management Institute (PMI). Il est destiné à des professionnels possédant déjà une expérience pratique dans un environnement projet et souhaitant valider leur expérience par l'obtention d'un master.